# Zonder Afspraak
Zonder Afspraak is een Belgische televisieserie die in 2023 werd uitgezonden op Canvas. De serie bestaat uit acht afleveringen. De hoofdrol wordt vertolkt door Ali Can Ünal. Hij speelt Aziz, een Turkse kapper uit Gent die droomt van een muziekcarrière.

## Geschiedenis
Het idee voor de reeks ontstond in 2017, toen Yahya Terryn, de latere bedenker en regisseur van de reeks, binnenstapte bij een kapperszaak in de Gentse wijk Brugse Poort. Uiteindelijk werd er beslist om het project als een sitcom uit te werken.
De scenario's werden geschreven door Terryn en Nuran Karaca, Willem Wallyn was producent. De opnames vonden van mei tot en met juli 2022 plaats in, voornamelijk, de Korte Zoutstraat in Aalst. Hier werd een gebouw, dat eerder dienst deed als pand van de Liberale Mutualiteit, omgebouwd tot een kapperszaak.
De serie ging in première op het Filmfestival Oostende. Later volgden er ook nog drie vertoningen in Kinepolis (in Antwerpen, Hasselt en Gent), in het kader van een hulpactie na de aardbeving in Syrië en Turkije.

## Personages

### Hoofdpersonages[8]
| Acteur               | Personage         | Beschrijving |
| -------------------- | ----------------- | --- |
| Ali Can Ünal         | Aziz Dogan        | De eigenaar van een Turks kapsalon in Gent. Hij droomt ervan om muzikant te worden. Wanneer hij beslist om zijn droom na te jagen, loop er vanalles fout. |
| Souad Boukhatem      | Souad             | Een Marokkaanse huisvrouw en de echtgenote van Aziz. Ze is de werkelijke leider van hun gezin.                                                            |
| Buse Kaplan          | Ceren Dogan       | De ambitieuze dochter van Souad en Aziz. |
| Ismaïl L’hamiti      | Vedat Dogan       | De zoon van Souad en Aziz, die volgens Souad niets fout kan doen.                                                                                         |
| Mesut Arslan         | Ali Dogan         | De vader van Aziz en oprichter van het kapsalon. Hij is gedeeltelijk verlamd en verbitterd, maar heeft een goede band met Ceren.                          |
| Farouk Jomâa Ben Ali | Dino              | De criminele broer van Souad. Nu hij voorwaardelijk vrij is met een enkelband wil hij een nieuwe start nemen.                                             |
| Jasmin Galas         | Meryem            | De verloofde van Vedat, en bovendien de dochter van de op een na rijkste Turk van Gent.                                                                   |
| Tom Vermeir          | Patrick           | Een vastgoedmakelaar wiens kantoor naast het kapsalon van Aziz is gevestigd.                                                                              |
| Faki Serdi Alici     | Serdi             | Net als Jelle een afperser, maar diep van binnen wil hij net als Aziz muzikant worden.                                                                    |
| Aimé Claeys          | Jelle alias Musti | Net als Serdi een afperser, maar eigenlijk is hij vooral op zoek naar een nieuwe familie.                                                                 |

### Nevenpersonages
| Acteur            | Personage              | Beschrijving                                                                            |
| ----------------- | ---------------------- | --------------------------------------------------------------------------------------- |
| Alpaslan Mercimek | De jongen en zijn ezel | Worsteld om zijn eigenzinnige metgezel onder controle te houden.                        |
| An Miller         | Marie                  | De nieuwe vriendin van Patrick.                                                         |
| Kadèr Gürbüz      | Nur                    | De flamboyante moeder van Meryem en de vrouw van Ahmed.                                 |
| R. Kan Albay      | Ahmed                  | De vader van Meryem en de man van Nur, en bovendien de op een na rijkste Turk van Gent. |
| Ikram Aoulad      | Ashna                  |                                                                                         |
| Lien Maes         | Tina                   |                                                                                         |
| Habiba Boukhatem  | Zussen van Souad       |                                                                                         |
| Fatima Boukhatem  | Zussen van Souad       |                                                                                         |
| Sabrina Boukhatem | Zussen van Souad       |                                                                                         |
| Erhan Demirci     | Mo                     |                                                                                         |
| Ineke Nijssen     |                        |                                                                                         |
| Nuran Karaca      |                        |                                                                                         |
| Yilmaz Kursun     |                        |                                                                                         |
| Otto-Jan Ham      | Otto-Jan               |                                                                                         |
| Shayma Mustafa    |                        |                                                                                         |
| Lucie Plasschaert | Mevrouw Plasschaert    |                                                                                         |
| Bettina Molnar    |                        |                                                                                         |
| Louis Pons        | Fotograaf              |                                                                                         |
| Nuran Karaca      |                        |                                                                                         |
| Manolov Detelin   |                        |                                                                                         |
| Anaïs Jansen      |                        |                                                                                         |
| Hatice Yagmur     |                        |                                                                                         |
| Sammy Mahdi       | Persoon in wachtzaal   |                                                                                         |